# 萨普里
萨普里（Sapri）是意大利南部坎帕尼亚大区萨莱诺省奇伦托地区最南端的一个市镇，靠近巴西利卡塔大区边界，第勒尼安海的一个港口。